# Grote aardster
De grote aardster (Geastrum pectinatum) is een schimmel uit de familie Geastraceae.

## Kenmerken
De grote aardster is een middelgrote tot grote aardster met een lang gesteeld, donker bolletje. De onderzijde van het bolletje is zeer geleidelijk (trechtervormig) in de steel versmald en straalsgewijs geplooid. De mondzone is hoog kegelvorming en gevoord-geplooid en heeft soms een ringvoor. De grote aardster heeft 6 tot 10 slippen met vastgegroeide aarde aan de onderzijde. Ongeopende vruchtlichamen groeien meestal geheel ondergronds en zijn bolvormig tot afgeplat bolvormig, zelden ook uivormig, 15-30 mm breed en met vastgegroeide aarde.

## Vergelijkbare soorten
Zeer jonge stadia van de grote aardster en de baretaardster lijken heel sterk op elkaar. Beide hebben een dikke vlezige cilinder rond de steel. Pas na indrogen wordt het verschil in vorm van de apophyse (onderzijde van het bolletje) duidelijk. Ook de heideaardster wordt wel verward met de grote aardster, maar heeft een kortere steel en andere apophyse en een lagere, brede, steeds scherp begrensde mondzone met minder en grovere plooien.

## Ecologie
De grote aardster is een typische bos-aardster met een sterke voorkeur voor naaldbomen (spar, douglasspar, den, jeneverbes). De soort wordt ook aangetroffen bij alleenstaande naaldbomen in (duin)struwelen en parken. De grote aardster groeit op kalkloze tot matig kalkrijke, droge tot matig vochtige zandbodems met een meestal dikke en slecht verterende strooisellaag, en ook wel op leem- en kleibodems. In de duinen staat de soort vooral in de enigszins ontkalkte binnenduinrand-zone.
In Nederland komt de soort zowel in de duinen als het binnenland voor, maar niet in gebieden met zware klei of veenbodem. In België staat de soort vooral in sparrenplantages.

## Verspreiding
De grote aardster komt voor in heel Europa, van de Middellandse Zee tot de poolcirkel en is in Zuid-Scandinavië opvallend talrijk. In Nederland komt hij vrij zeldzaam voor.

## Foto's

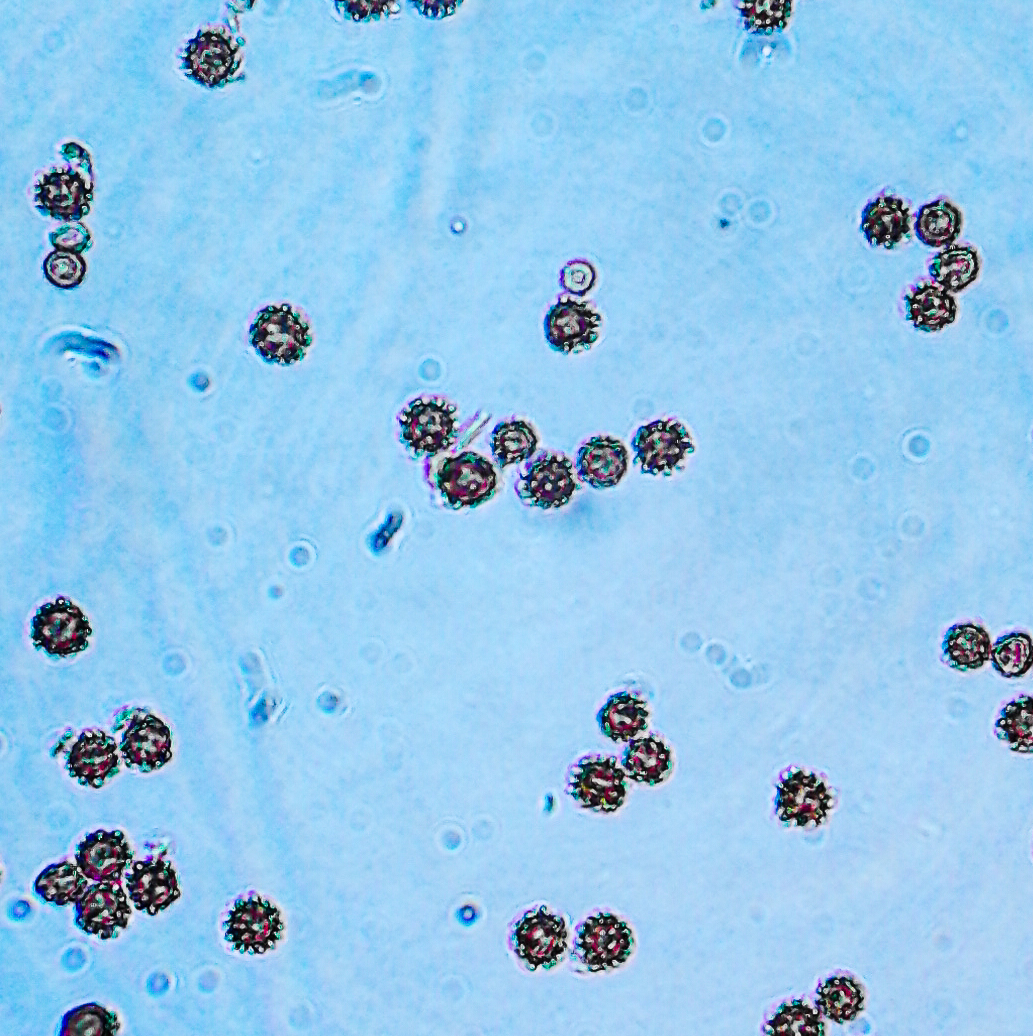
Sporen
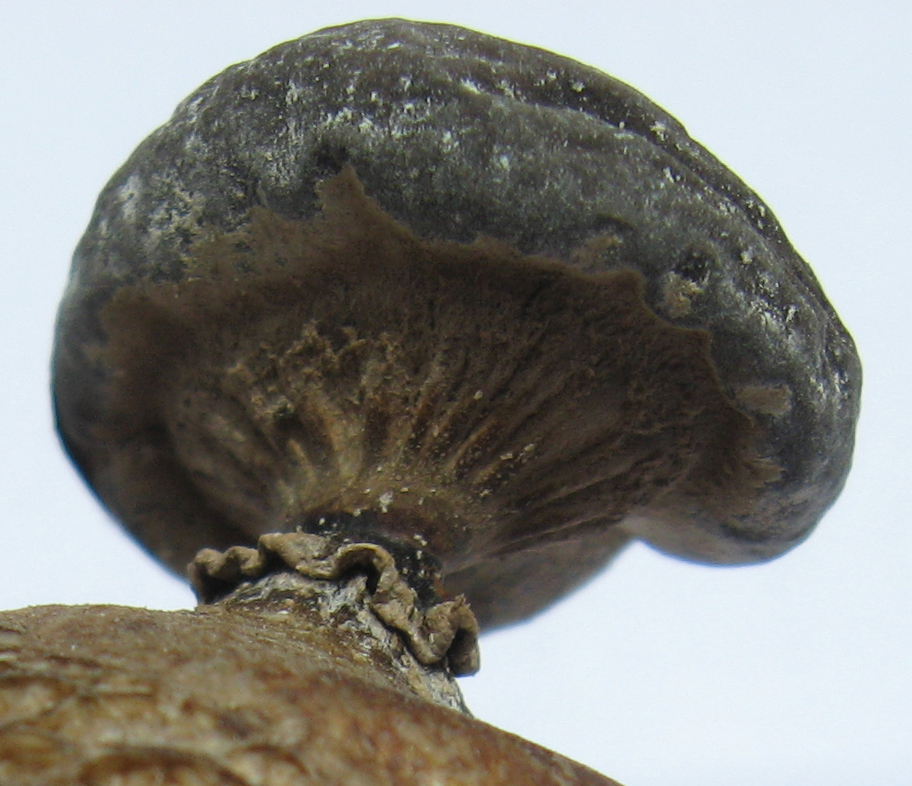
Onderzijde
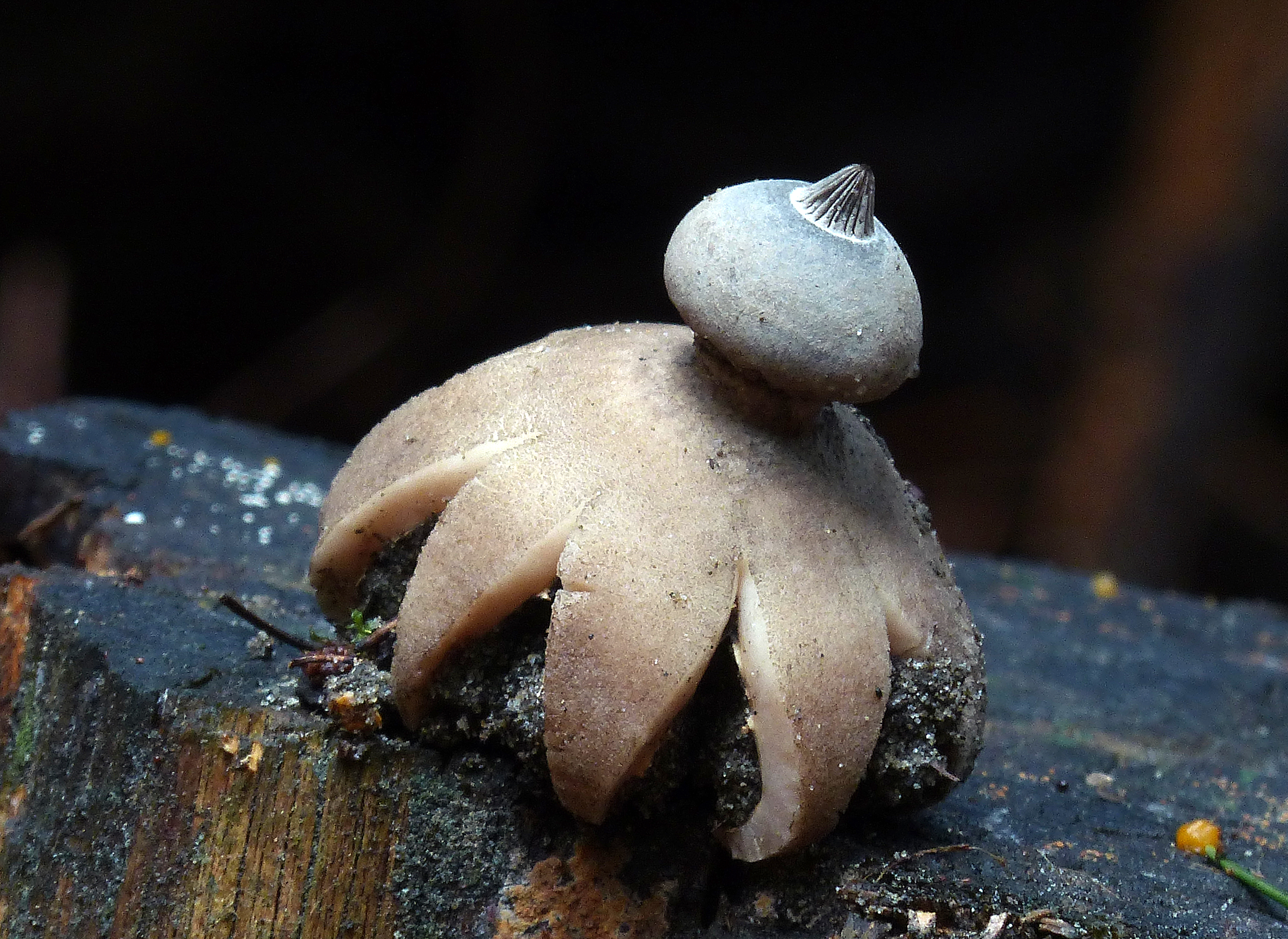